# Digital Equipment Corporation

Digital Equipment Corporation, logon designad av Elliot Hendrickson 1957.

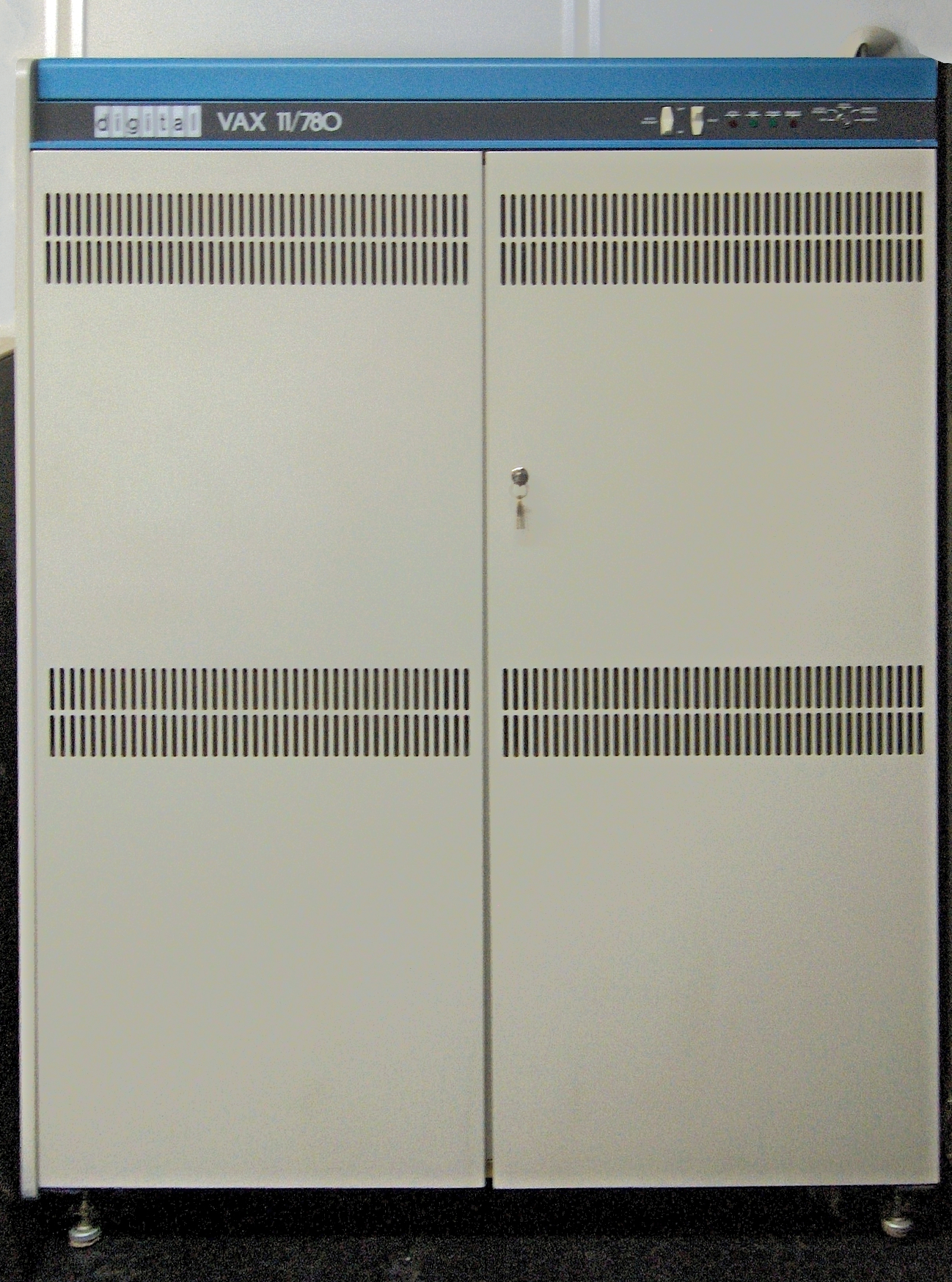
En minidator (VAX) från DEC.

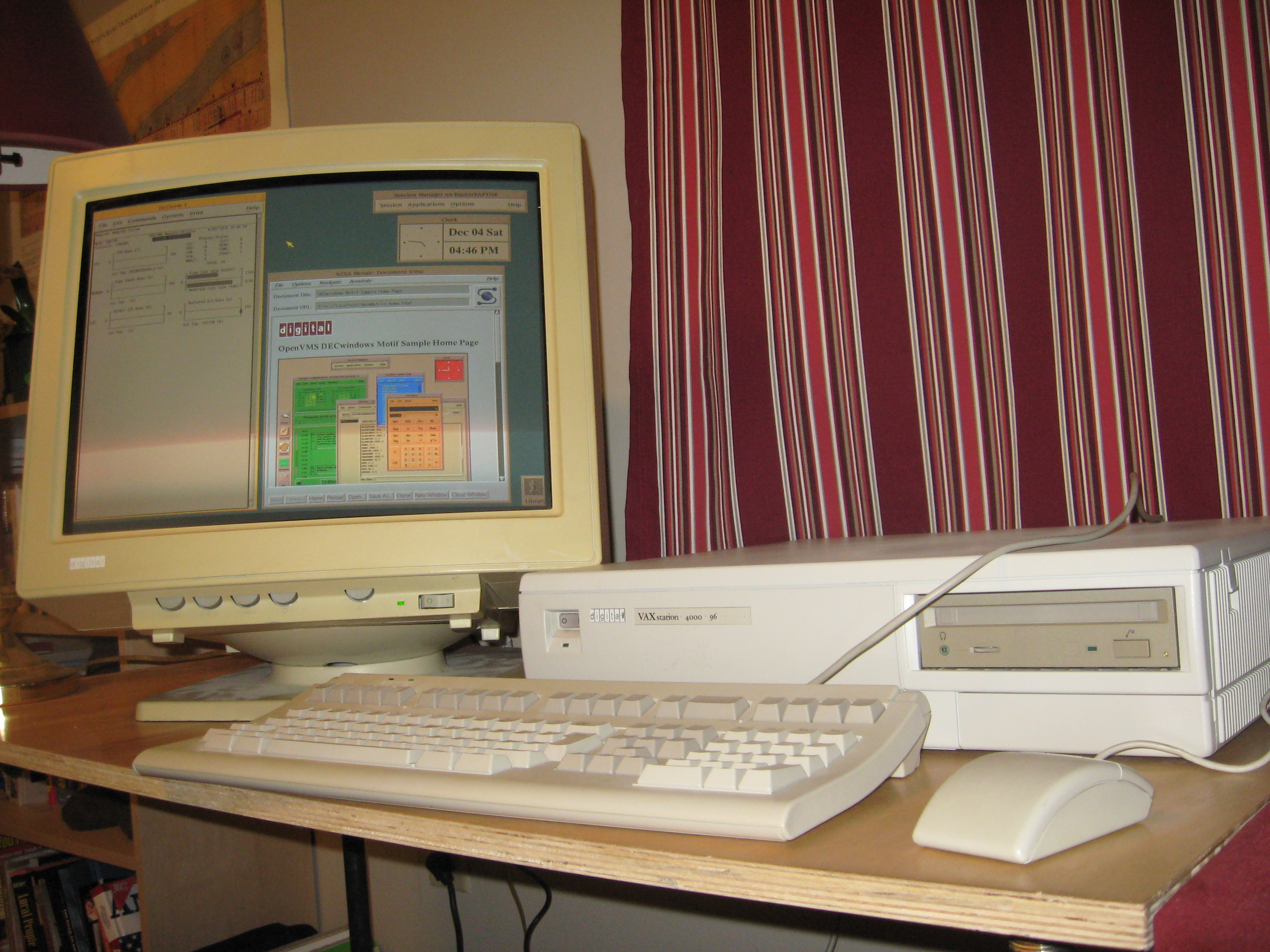
DEC VAX station.

Digital Equipment Corporation, ofta benämnt Digital eller DEC, var ett av de äldsta företagen inom IT-branschen.
DEC grundades i augusti 1957 av Kenneth Olsen, Harlan Anderson och Kenneths bror Stanley, med 70 000 dollar i startkapital. Företaget växte snabbt och 1989 hade man 120 000 anställda över hela den industrialiserade delen av världen. Tre år tidigare, 1986, utsåg den amerikanska affärstidskriften Fortune Ken Olsen till "den utan tvekan mest framgångsrike företagaren i amerikansk historia".
Ken Olsens affärsidé var att tillverka datorer. Den första modellen PDP-1 byggdes med målet att vara lätt att installera och att använda. Dessutom skulle den säljas mycket billigare än en stor dator, jämförelsen var outtalat med IBM:s maskiner.
Digitals stora succéer var modellerna PDP-11 och VAX, och år 2004 finns det fortfarande system som körs på såväl VAX- som PDP-system.
Förutom datorer tillverkade DEC även terminaler, som den välkända VT100 och alla dess efterföljare.
Som komplement till hårdvarutillverkningen utvecklades även operativsystem för datorerna. TOPS-20, OpenVMS och Ultrix är några av dessa. Programvaruutvecklingen omfattade också ordbehandlare, databashanterare, kommunikationsprotokoll (DECnet) med mera.
Det som blev Digitals andra stora honnörsmärke var serviceorganisationen. Under 1990-talet, innan Digital lanserade den nya Alpha-processorn, var det serviceorganisationen som till stor del bar företaget framåt och man åtog sig även uppdrag för andra tillverkares produkter.
Företaget har medverkat i och drivit på många av de standarder som antagits internationellt, bland annat ASCII.
Januari 1998 tillkännagavs att PC-tillverkaren Compaq köpt upp Digital för 9,6 miljarder dollar. I Compaqs regi fortsatte man att tillverka och sälja arbetsstationer med Alpha-processorn men eftersom vidareutvecklingen av operativsystemet (Tru64) avstannat så gick försäljningen trögt. I september 2001 meddelades att Hewlett-Packard (HP) i sin tur köpt Compaq för 16 miljarder dollar och med detta anses Digitals varumärke definitivt begravt.